# 다크 호스 코믹스
다크 호스 코믹스(영어: Dark Horse Comics)는 미국의 만화 출판사이다. 주요 캐릭터로 헬보이가 있다.

## 역사
다크호스 코믹스는 리처드슨이 1980년 오레곤 주 벤드에 그의 첫 번째 만화책 가게인 페가수스 북스를 열면서 시작되었다.
프랭크 밀러의 범죄 도시(Sin City)는 다크호스 코믹스와 관련된 가장 유명한 작품 중 하나이며 그를 출판사의 대표 만화가로 만들었다. 또한 다크호스 코믹스는 에일리언(Alien), 뱀파이어 슬레이어 버피(Buffy the Vampire Slayer), 코난(Conan), 스타워즈(Star Wars)와 같은 작품을 출판하여 이름을 알렸다.

## 다크호스 엔터테인먼트
다크호스 코믹스의 엔터테인먼트 전문 스튜디오인 다크호스 엔터테인먼트는 1992년에 마이크 리처드슨이 설립하였다. 다크호스 엔터테인먼트는 다크호스 코믹스의 만화를 소재로 한 애니메이션 및 영화를 제작하고 있으며, 래리 고든과 라고 엔터테인먼트(Largo Entertainment)와의 거래를 통해 20세기 폭스에 매장을 설립했다. 다크호스 엔터테인먼트는 지금까지 24편 이상의 영화와 TV 프로젝트를 제작했다.
2019년 다크호스 엔터테인먼트는 넷플릭스와 첫 계약을 맺기도 했다.